# Astéroïde de type D

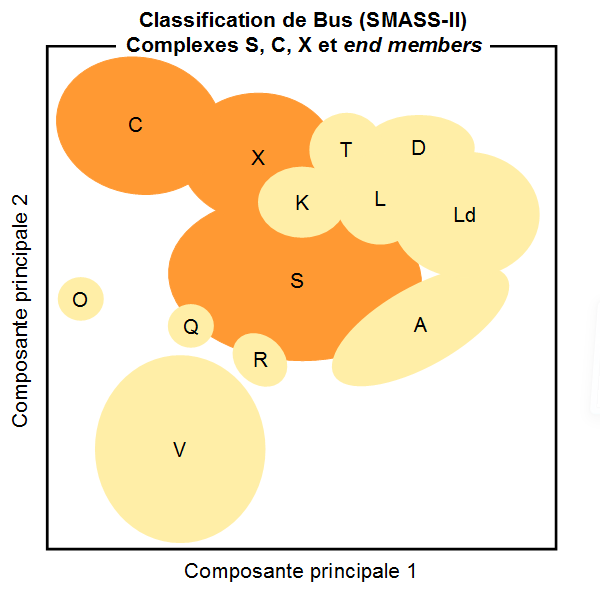
Complexes S, C et X et autres types dans l'espace des composantes 1 et 2 de la classification de Bus.

Le type D (ou classe D) est un type d'astéroïdes qui apparait dans les trois classifications spectrales usuelles de Tholen (1984), Bus (ou SMASS-II) (1999) et Bus-DeMeo (2009). C'est l'une des petites classes situées en périphérie (dans l'espace des données spectrales) des trois grands « complexes » S, C, et X.
À fin 2023, la base de données « Small-Body Database » du Jet Propulsion Laboratory compte 1666 astéroïdes pour lesquels le type SMASS-II (classification de Bus) est renseigné, dont 13 astéroïdes appartenant au type D (1 %),.

## Historique
Le type D a été introduit au début des années 1980 dans le cadre de l'étude de la partie la plus externe de la ceinture principale, jusqu'aux troyens de Jupiter. La lettre D a été choisie en référence au caractère sombre (dark) des objets considérés.

## Propriétés

### Description spectrale
Les astéroïdes de type D sont schématiquement caractérisés par un spectre rouge, sans relief d'absorption, continument croissant sur la zone visible et proche infrarouge, d'abord modérément dans la zone violette puis plus fortement. Ils sont tendanciellement sombres[réf. nécessaire].

### Hypothèses de composition et de liens avec les météorites
Selon R. Greeley, leur composition de surface pourrait être globalement proche de celle de la lune de Jupiter Callisto et donc constituée de matière carbonée.

### Situation dans le Système solaire et hypothèses d'origine
On les trouve dans la ceinture principale extérieure, au niveau du groupe de Hilda et des astéroïdes troyens de Jupiter[réf. nécessaire].

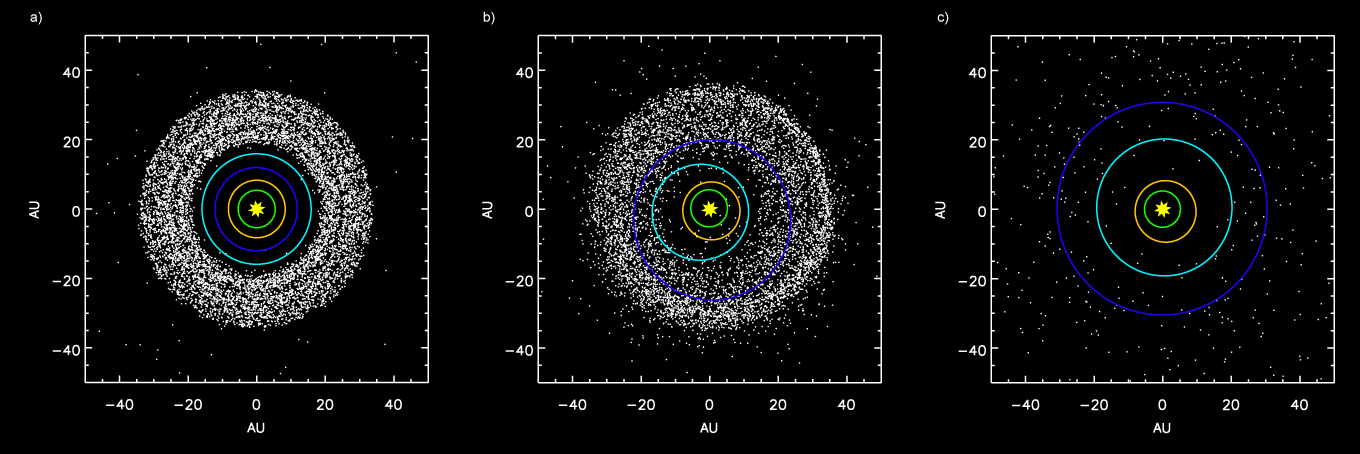
Simulation montrant les planètes extérieures et la ceinture planétésimale : a) Configuration initiale, avant que Jupiter et Saturne n'atteignent la résonance 2:1. b) Éparpillement des planétésimaux dans le Système solaire interne après le changement d'orbite de Neptune (bleu foncé) et d'Uranus (bleu clair). c) Éjection de planétésimaux par les planètes.

Le modèle de Nice suggère qu'ils sont originaires de la  ceinture de Kuiper. Un grand nombre de planétésimaux auraient été capturés dans la partie extérieure de la ceinture principale, à une distance supérieure à 2,6 ua, et dans la région du groupe de Hilda. Ces objets capturés auraient alors subi une érosion induite par des collisions, engendrant le broyage de la population en plus petits fragments qui auraient pu ensuite être déplacés par l'action du vent solaire et de l'effet YORP, éliminant plus de 90 % d'entre eux. La taille et la fréquence de distribution des populations établies par simulation à la suite de l'érosion concordent parfaitement avec les observations astronomiques. Cela suggère que les astéroïdes troyens de Jupiter, Hildas et quelques-uns de la ceinture principale extérieure, ainsi que tous les astéroïdes de type D, sont les planétésimaux restant de cette capture et du processus d'érosion. Ce pourrait aussi être le cas de la planète naine Cérès.

## Exploration
À ce jour (2023), aucune sonde spatiale n'a survolé d'astéroïde appartenant au type D.